# Katarzyna Zaccaria
Katarzyna Zaccaria (zm. 26 sierpnia 1462) – żona Tomasza Paleologa, despota Morei, córka Centuriona II Zaccarii, ostatniego łacińskiego księcia Achai. 

## Życiorys
Jej ślub z Tomaszem Paleologiem odbył się w 1430 roku. Mieli czworo dzieci:
- Zoe Paleolog – została żoną Iwana III Srogiego
- Helena Paleolog – została żoną Łazarza III Brankowicza
- Manuel Paleolog - niezadowolony z niskiej pensji w Rzymie, uciekł do sułtana. Miał dwóch synów, z których jeden zmarł wcześnie, drugi przyjął islam jako Mehmed-pasza.
- Andrzej Paleolog